# Lobeza friburga
Lobeza friburga är en fjärilsart som beskrevs av Max Wilhelm Karl Draudt 1932. Lobeza friburga ingår i släktet Lobeza och familjen tandspinnare. Inga underarter finns listade i Catalogue of Life.